# 維塔利·丘爾金
維塔利·伊萬諾維奇·丘爾金（俄語：Виталий Иванович Чуркин，IPA：[vʲɪˈtalʲɪj ɪˈvanəvʲɪtɕ ˈtɕurkʲɪn]，1952年2月21日—2017年2月20日）是俄羅斯外交官和前兒童演員。2006年起擔任俄羅斯常駐聯合國代表直至2017年在紐約逝世。除俄語外，丘爾金能操流利蒙古語、法語和英語。
丘爾金於1952年在莫斯科出生。少年時曾經在三部電影裡扮演過角色，其中兩部是關於列寧的。
丘爾金於1974年在莫斯科國立國際關係學院畢業。後來在前蘇聯外交學院取得歷史學博士學位。1974年加入苏联外交部。苏联解体後，曾任俄罗斯外交部副部長、俄常駐北約代表及俄駐比利時、加拿大大使等職位。
2017年2月20日當地時間上午9時30分左右，丘爾金在紐約俄羅斯駐聯合國辦公室內突然感到心臟不適，送院搶救無效逝世。被埋葬在特罗耶库罗夫公墓。